# Abel Tasman
Abel Janszoon Tasman (Lutjegaste, 1603 – Batávia, 10 de outubro de 1659) foi um navegador, explorador e comerciante neerlandês. Foi o primeiro explorador europeu conhecido a alcançar a Nova Zelândia e as ilhas de Fiji e Van Diemen's Land (agora Tasmânia).

## Vida
Nascido em 1603 em Lutjegaste, Holanda, Tasman começou sua carreira como marinheiro mercante e se tornou um navegador habilidoso. Em 1633, ele se juntou à Companhia Holandesa das Índias Orientais (VOC) e navegou para Batávia, hoje Jacarta, Indonésia. Ele participou de várias viagens, incluindo uma ao Japão. Em 1642, Tasman foi nomeado pela VOC para liderar uma expedição para explorar as regiões desconhecidas do sul do Oceano Pacífico. Sua missão era descobrir novas rotas comerciais e estabelecer relações comerciais com os habitantes nativos. Depois de deixar a Batávia, Tasman navegou para o oeste até Maurício, depois para o sul até os Roaring Forties, depois para o leste, e alcançou a costa da Tasmânia, que ele chamou de Terra de Van Diemen em homenagem a seu patrono. Ele então navegou para o nordeste e foi o primeiro europeu a descobrir a costa oeste da Nova Zelândia, que chamou de Staten Landt, mas mais tarde renomeou Nieuw Zeeland em homenagem à província holandesa de Zeeland.

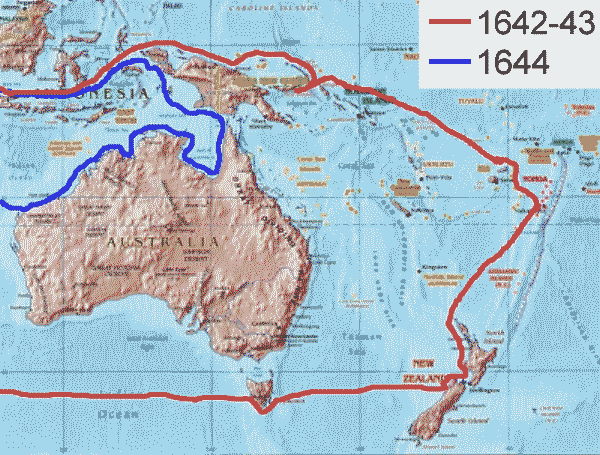
As rotas de Abel Tasman

Apesar de suas realizações, a expedição de Tasman não foi totalmente bem-sucedida. O encontro com o povo maori na Ilha Sul da Nova Zelândia resultou em um confronto violento, que deixou quatro dos homens de Tasman mortos. Ele retornou à Batávia sem ter feito nenhum contato significativo com os habitantes nativos ou estabelecido qualquer relação comercial. No entanto, a expedição de Tasman abriu caminho para uma maior exploração e colonização da Austrália e da Nova Zelândia pelos britânicos. Tasman continuou a servir a Companhia Holandesa das Índias Orientais até sua morte em 1659, deixando para trás um legado como um dos maiores exploradores de seu tempo.

## Mapas de Tasman

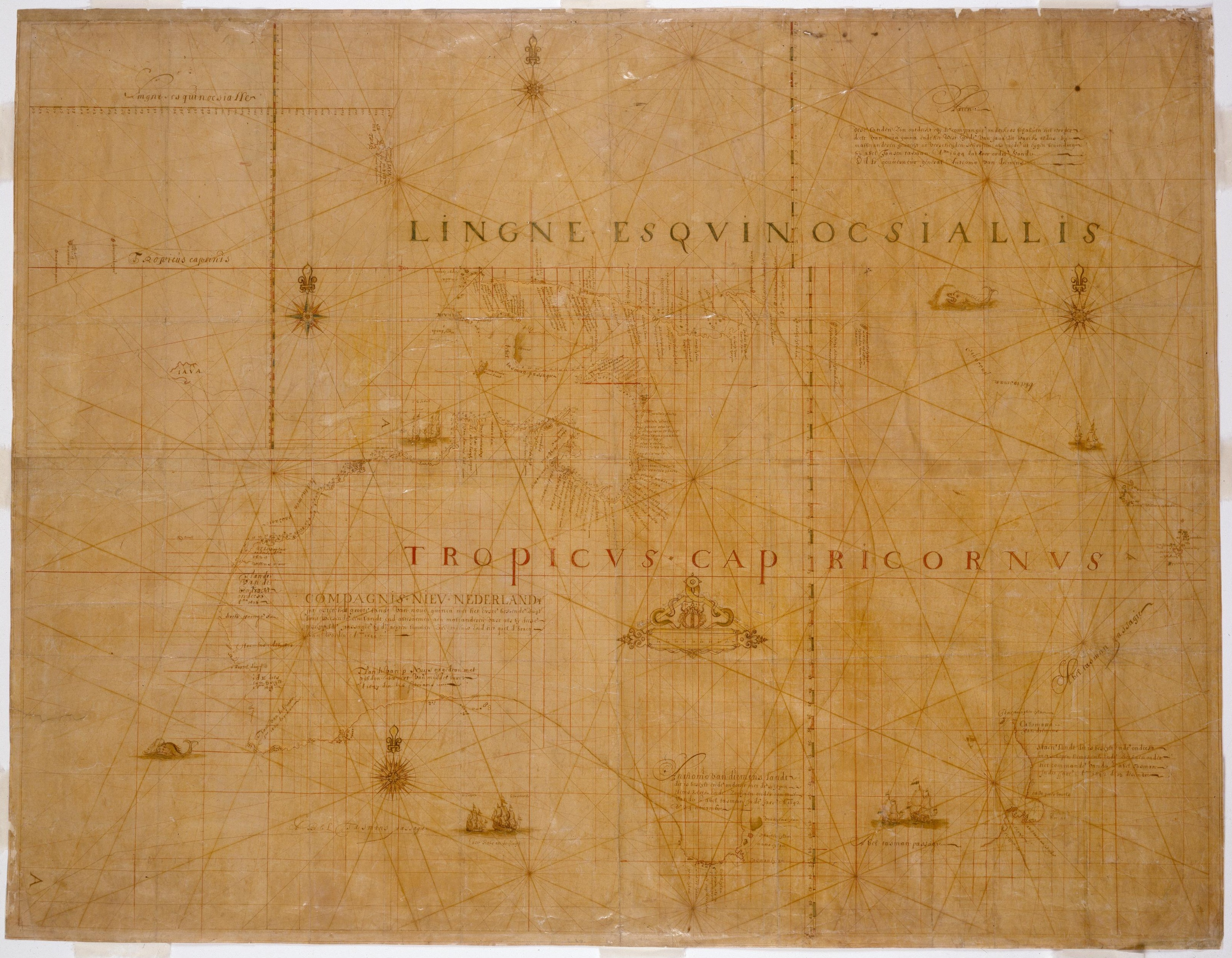
Mapa de Abel Tasman, por volta de 1644, também conhecido como mapa de Tasman 'Bonaparte'

Mantido na coleção da Biblioteca Estadual de Nova Gales do Sul está o mapa da Tasmânia, que se acredita ter sido desenhado por Isaac Gilsemans ou concluído sob a supervisão de Franz Jacobszoon Visscher. O mapa também é conhecido como mapa de Bonaparte, pois já foi propriedade do príncipe Roland Bonaparte, sobrinho-neto de Napoleão. O mapa foi concluído algum tempo depois de 1644 e é baseado nas cartas originais desenhadas durante a primeira e segunda viagens de Tasman. Como nenhum dos diários ou registros compostos durante a segunda viagem de Tasman sobreviveu, o mapa de Bonaparte permanece como um importante artefato contemporâneo da viagem de Tasman à costa norte do continente australiano.

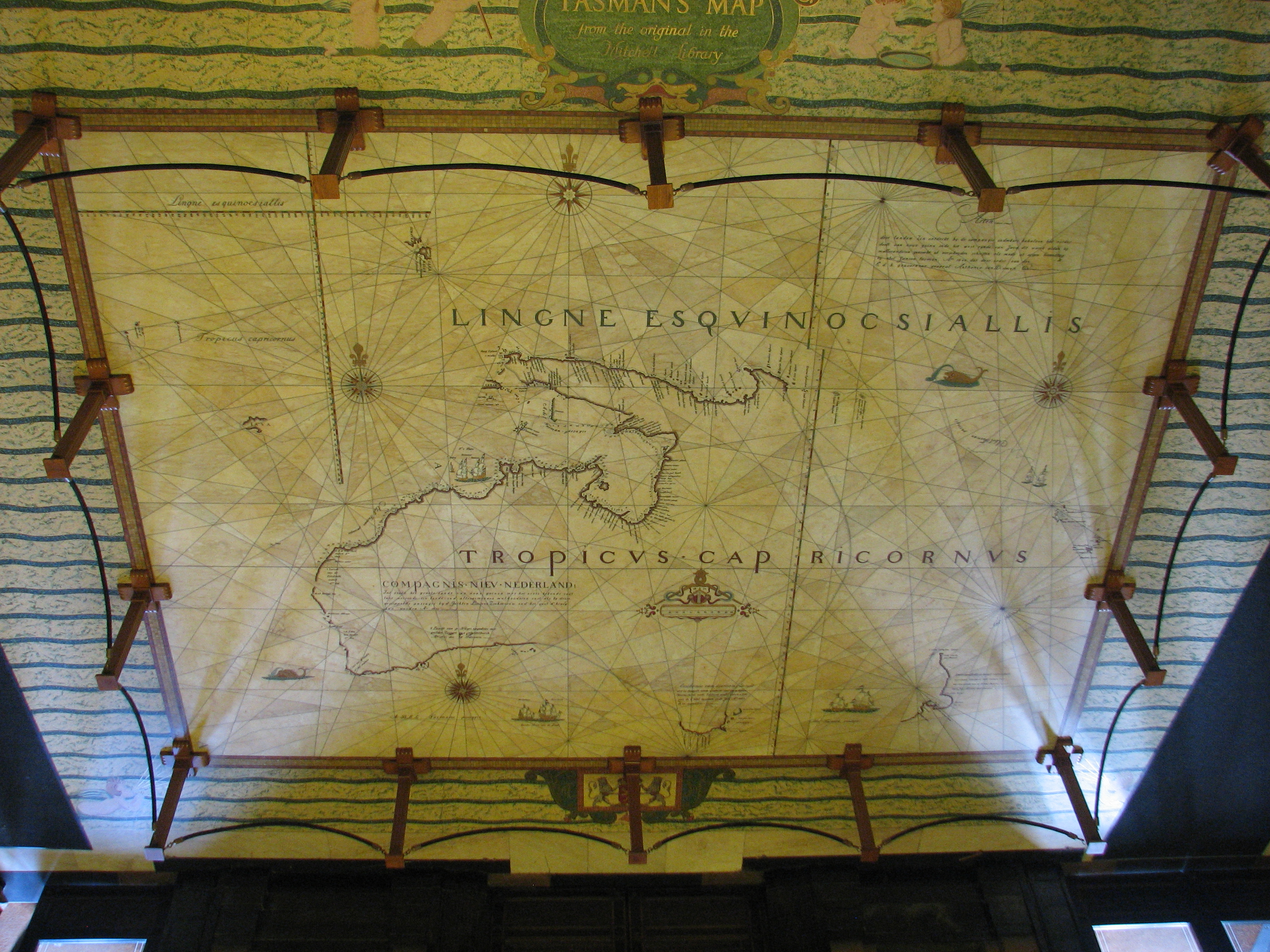
Vestíbulo da Biblioteca Estadual de Nova Gales do Sul, mostrando um mosaico do mapa da Tasmânia embutido no chão

O mapa da Tasmânia revela amplamente a extensão do entendimento que os holandeses tinham do continente australiano na época. O mapa inclui as costas oeste e sul da Austrália, encontradas acidentalmente por viajantes holandeses enquanto viajavam pelo Cabo da Boa Esperança para a sede da VOC em Batávia. Além disso, o mapa mostra os rastros das duas viagens de Tasman. De sua segunda viagem, o mapa mostra a área das Ilhas Banda, na costa sul da Nova Guinée grande parte da costa norte da Austrália. No entanto, a área do Estreito de Torres não foi examinada; isso apesar de ter recebido ordens do Conselho VOC em Batávia para explorar a possibilidade de um canal entre a Nova Guiné e o continente australiano.
Há um debate quanto à origem do mapa. Acredita-se amplamente que o mapa foi produzido na Batávia; no entanto, também foi argumentado que o mapa foi produzido em Amsterdã. A autoria do mapa também foi debatida: embora o mapa seja comumente atribuído a Tasman, agora acredita-se que tenha sido o resultado de uma colaboração, provavelmente envolvendo Franchoijs Visscher e Isaack Gilsemans, que participaram de ambas as viagens de Tasman. Se o mapa foi produzido em 1644 também está sujeito a debate, como um relatório da empresa VOC em dezembro de 1644 sugere que naquela época nenhum mapa mostrando as viagens de Tasman estava completo.
Em 1943, uma versão em mosaico do mapa, composta de mármore colorido e latão, foi embutida no piso do vestíbulo da Biblioteca Mitchell em Sydney. O trabalho foi encomendado pelo bibliotecário principal William Ifould, e concluído pelos Irmãos Melocco de Annandale, que também trabalharam no Memorial de Guerra ANZAC em Hyde Park e na cripta da Catedral de Santa Maria, em Sydney.

## Homenagens
Como ocorreu a diversos exploradores famosos, o nome de Tasman foi homenageado em diversos lugares. Estes incluem:
- a ilha da Tasmânia (antiga Van Diemen's Land), incluindo
  - a península de Tasman
  - a ponte Tasman
  - a rodovia Tasman
  - o ferry de passageiros e veículos Abel Tasman
- o Mar de Tasman
- na Nova Zelândia, a geleira de Tasman e o parque nacional Abel Tasman National Park.